# Товбин, Мордко Абрамович
Мордко Абрамович Товбин (Марк Товбин, пол. Mordka Towbin; 1875—1920) — кинопромышленник, кинопродюсер, один из пионеров польского кинематографа, организатор еврейского кинематографа.

## Биография
Родился в семье Абрама Юкелевича Товбина, уроженца Кореца Новоград-Волынского уезда Волынской губернии. Вырос в Одессе, где женился в 1891 году.
Создал в Варшаве в начале XX в. киностудии «Sila» (1910—1912) и «Kosmos-Film» (1913—1915), первые еврейские киностудии, являлся их владельцем и директором. Значительная часть производимых этими киностудиями фильмов была посвящена истории и жизни евреев. Был продюсером практически всех фильмов, снятых на этих студиях, включая «Chasydka i odstepca» (1911), «Дер вилдер фотер» (1911), «Di Shtifmuter/ MACOCHA» (1911), «Хасе ди йесоймэ» (1912), «Гот, менч ун тайвл» (1912), «Ди фарштойсенэ» (1912), «Мирелэ Эфрос» (1912), «Дем хазнс тохтер» (1913), «Дер умбакантер» (1913), «Ди шхитэ» (1913), «Готс штроф» (1913), «Hertsele meyuches» (1913), «Зайн вайбс ман» (1913), «Ди штифмутер» (1914). В 1912 году жил в Белостоке.
Первая мировая война остановила кинопроизводство в Польше. В 1916 М. Товбин с семьёй эвакуировался из занимаемой немцами Варшавы в Одессу, где было отделение его прокатной конторы «Сила» (другое отделение находилось в Киеве). Являясь владельцем акций «Южного банка», в активы которого входила и испытывавшая серьёзные финансовые затруднения одесская киностудия «Мирограф» М. О. Гроссмана, М.Товбин предложил последнему объединиться. В качестве совладельцев «Мирографа» они сняли кинодраму «К старому Богу» по пьесе В.Писаревского-Штрайберга и новую экранизацию пьесы Я. Гордина «Мирелэ Эфрос».
В 1919 году М. Товбин передал киностудию «Мирограф» государству. Умер в Одессе в начале 1920-х годов.
Дочь — Дебора Марковна (Доба Мордковна) Сантатур, была дружна с актрисой Идой Каминской и джазовым музыкантом Эдди Рознером, жила в Москве.